# Akira Okazawa
Akira Okazawa (jap. 岡沢 章, Okazawa Akira; * 23. März 1951 in Ginza, Tokio) ist ein japanischer Jazz- und Fusionmusiker (E-Bass).
Akira Okazawa spielte ab den frühen 1970er-Jahren mit Jiro Inagaki, Sadao Watanabe, Hiromasa Suzuki, Isao Suzuki, Terumasa Hino, Kiyoshi Sugimoto, Yuji Ohno, Yasuaki Shimizu, Toots Thielemans und Art Pepper,  ferner in den Formationen Eiji Arai & The Beatsounds, The Players, Tokyo's Coolest Combo und in You & The Explosion Band. In den 1980er- und 1990er-Jahren begleitete er u. a. auch die Sängerinnen Yasuko Agawa, Kimiko Itoh, Harumi Kaneko; außerdem arbeitete er mit Masaru Imada, Makoto Ozone, Hiroko Kokubu und Masahiko Satō.
Unter eigenem Namen legte er 1973 das Album Girisha ni Tsuite Kakareta Hon (ギリシャについて書かれた本) bei Nippon Columbia vor, an dem Jiro Inagaki, Norio Maeda, Takeshi Kamachi, Tsunehide Matsuki und Hajime Ishimatsu mitwirkten. Im Bereich des Jazz listet ihn Tom Lord zwischen 1973 und 2010 bei 56 Aufnahmesessions, zuletzt mit der Sängerin Keiko Lee (Smooth, u. a. mit George Duke). Als Studiomusiker arbeitete er auch mit dem Ukulelespieler Jake Shimabukuro und dem Pop-Duo Puffy, ferner ab 1978 bei zahlreichen Soundtracks von Anime-Filmen und Computerspielen.